# Torneo Escolar de Debate
Torneo Escolar de Debate, conocido entre sus participantes como TED, es una actividad de debate académico en la que, de manera gratuita, participan alumnos de Educación Secundaria Obligatoria, Bachillerato y Formación Profesional. 
La actividad consiste en una formación presencial y otra en línea en la que participan profesores y alumnos. 

## Desarrollo
Una vez que conocen cómo prepararse para un torneo de debate y qué habilidades se ponen en práctica en él, comienza la competición. Durante la competición los enfrentamientos tienen lugar entre dos equipos donde uno defiende la postura a favor y otro la postura en contra en torno a una pregunta. Los participantes conocen segundos antes de que comience el debate cuál es la postura que deben defender. Los jueces encargados de designar al vencedor al final del debate son todos expertos en debate y han obtenido su acreditación TED que certifica que conocen las competencias  requeridas en el torneo y que saben aplicarlas a la etapa educativa para la que se desarrolla la actividad. Cada equipo participante recibe un informe donde se recogen las fortalezas y debilidades de los equipos participantes. El informe recoge el nivel de competencias que alcanza cada participante. Esto permite la mejora continua de los centros en la enseñanza de estas habilidades. TED tiene complemento para alcanzar sus objetivos una plataforma virtual de aprendizaje, un cronómetro y un software de gestión. Cuenta además con jueces expertos en oratoria y debate, acreditados para juzgar torneos de debate de esta etapa educativa.

## Historia
Puesto en marcha por ANEXA Consultoría en 2009  y basado en un modelo de evaluación de competencias propio, TED fue el primer torneo escolar de debate que se realizó en España con estas condiciones y actualmente es el torneo escolar de debate con mayor números de participantes.

## Formato
En la actividad pueden participar colegios públicos, privados y concertados con equipos compuestos por un mínimo de tres y un máximo de cinco alumnos. El aprendizaje a través de la confrontación dialéctica de ideas se vertebra en 3 fases.

### Fases
1. Formación: una formación en línea con multitud de recursos de conocimiento para profesores y alumnos, ordenados para facilitar la labor de preparación de la competición. Una formación presencial para profesores donde conocen cómo aplicar el debate como herramienta pedagógica en su aula y una formación para alumnos donde tratan diversos conocimientos y habilidades en torno a la oratoria y el debate. Las formaciones permiten también que los distintos equipos y centros se conozcan entre sí.
2. Competición: enfrentamientos entre equipos basados en una pregunta. Todos los equipos debaten al menos dos veces durante la competición. Los participantes debaten conforme los tiempos  y turnos de intervención asignados teniendo en cuenta los límites que marca el reglamento. El exceso o defecto en el uso del tiempo en más de 8 segundos será motivo de penalización, así como exceder los 15 segundos en la realización de preguntas durante la refutación argumentativa.
3. Evaluación: los jueces designan al vencedor según un acta de evaluación que se estructura en cuatro bloques: fondo de la investigación, forma externa de los participantes, forma interna, es decir cómo estructuran sus intervenciones y, finalmente, actitud competitiva. Gracias a los datos recogidos en las actas se puede elaborar un informe para cada centro donde están expresados sus resultados y los de la media de la competición.

### Tema
La pregunta sobre la que debaten los equipos se conoce con al menos un mes de antelación y permite que los equipos puedan defender posturas enfrentadas. 
La  pregunta será seleccionada por la entidad convocante del torneo o en otras ocasiones son los propios equipos quienes seleccionan la pregunta del torneo de una batería de 5-10 propuestas. 
Los temas propuestos suelen ser temas de actualidad que afecten de alguna manera a los participantes en la actividad.

### Intervenciones
TED se estructura en cuatro turnos: 
exposición inicial (4 minutos),  refutación argumentativa (5 minutos), refutación dialéctica (5 minutos divididos en 4 turnos alternos de 1,15 minutos) y conclusión (3 minutos). 
Los equipos realizarán cada uno de los turnos de manera alterna. El equipo  que defiende la postura A Favor siempre abre y cierra el debate. 

## Origen y evolución
Tradicionalmente en los países anglosajones se ha venido desarrollando el debate como una actividad imprescindible en la educación de los futuros ciudadanos y profesionales. La actividad de debate les permite escuchar y hablar de manera consistente, orientando sus capacidades hacia la defensa de una serie de ideas que se exponen a la confrontación con las ideas contrarias.
A grandes rasgos, existen dos tipos de debate, el parlamentario y el académico. TED pertenece al segundo tipo. Tomando como base el modelo Karl Popper, por la estructura de turnos, TED innova en la inclusión de un segundo turno de refutación dividido en pequeñas intervenciones. De este modo, lo que en TED se denomina refutación dialéctica sirve para estimular la confrontación directa de ideas mediante un intercambio de ataques y preguntas que aprovecha las capacidades del alumno en este tipo de intervenciones cortas.

La actividad, que fue pionera en España, ha sido desarrollada en comunidades autónomas y ayuntamientos:
| Año  | Torneo                      | N.º de equipos | Pregunta                                                                                      | Ganador                               |
| ---- | --------------------------- | -------------- | --------------------------------------------------------------------------------------------- | ------------------------------------- |
| 2010 | I TED Comunidad de Madrid   | 30             | ¿Atentan las redes sociales contra nuestro derecho a la intimidad y el honor?                 | IES José Saramago                     |
| 2011 | II TED Comunidad de Madrid  | 45             | ¿Vivimos mejor que nuestros padres a nuestra edad?                                            | Colegio Salesianos El Pilar           |
| 2012 | III TED Comunidad de Madrid | 56             | La piratería, ¿limita la libertad de expresión?                                               | IES José Saramago                     |
| 2013 | IV TED Comunidad de Madrid  | 69             | La principal fuente de transmisión de valores, ¿debe ser la familia o la escuela?             | Colegio Sámer Calasanz                |
| 2013 | I TED Las Rozas             | 18             | ¿Debe limitarse la publicidad considerando los efectos que produce en el público adolescente? | IES Burgo de Las Rozas                |
| 2014 | V TED Comunidad de Madrid   | 79             | ¿Deberíamos ser mayores de edad a los 16 años?                                                | IES José Saramago                     |
| 2014 | II TED Las Rozas            | 21             | La violencia digital fomenta comportamientos violentos en el entorno no digital.              | IES El Burgo de Las Rozas             |
| 2015 | I TED La Coruña             | 29             | ¿Determinan los hábitos actuales de los jóvenes su rendimientos escolar?                      | Colegio Plurilingüe Compañía de María |
| 2015 | VI TED Comunidad de Madrid  | 86             | Es más importante tener conocimiento que tener éxito                                          | Colegio Sámer Calasanz                |
| 2016 | VII TED Comunidad de Madrid | 120            | Las máquinas que funcionan autónomamente deberían incluir sistemas de decisión ética.         | Colegio Retamar                       |
| 2016 | I TED Nacional              | 26             | Un uso apropiado de las nuevas tecnologías puede sustituir la labor del profesor.             | Colegio Santa Victoria (Córdoba)      |